# Амарето
Амарето  -amaretto- (италијански назив за „мало горко“) је слатки италијански ликер који потиче из Сарона у Италији. Иако су изворно ароматизирани од горких бадема, различити модерни комерцијални брендови припремају се од базе марелица, брескве или бадема, а сви су природни извори бензалдехида који даје главни укус ликера од бадема. Када се послужује као напитак, Амарето се може пити сам, користи се као састојак за стварање неколико популарних мешаних пића или додаје у кафу. Амарето се такође често користи у кулинарским апликацијама.

## Етимологија
Назив Амарето је настао као умањење италијанске речи амаро, што значи "горко", што упућује на карактеристичан укус који је посадила мандорла амара или зрно керпе. Међутим, горчина Амарето обично је блага, а заслађивачи (а понекад и слатки бадеми) појачавају укус у крајњим производима. 
Тако се име ликера може протумачити као опис укуса као „помало горак“. Цијанид се прерађује из препарата од бадема пре његове употребе.
Амарето не треба бркати са амаром, другачијом породицом италијанских ликера који, иако заслађени, имају јачи горки окус који потиче од биља.

## Легенда
Упркос познатој историји увођења и прихваћања бадема у италијанску кухињу, новија поимања значења и порекла популаризовале су две главне марке. Иако понекад сумњиве чињеничности, ове приче држе сентиментално место у култури Сароно:
1525. црква Сароно наручила је уметника Бернардина Луинија, једног од ученика Леонарда да Винчија, да ослика светилиште фрескама. Како је црква била посвећена Девици Марији, Луини је требало да прикаже Мадону, али је био потребан модел. Своју инспирацију пронашао је у младој удовици гостионице, која је постала његов узор и (у већини верзија) љубавница. Из захвалности и наклоности, жена је пожелела да му поклони. Њено једноставно средство није много дозволило, па је нарезала коштице марелице у ракију и резултирала производом додељеном Луинију

## Употреба
Амарето служи за разне кулинарске намене.

## Кување
Амарето се често додаје дезертима, укључујући сладолед који појачава укус дезерта бадемима и надопуњује укус чоколаде. Тирамису, популарни италијански колач, често је ароматизиран било правим амаретом или амарето аромом без алкохола. Укусни рецепти који се позивају на Амарето обично укључују месо, попут пилетине. Неколико капи Амарета може се додати у тесто за палачинке за богатији укус. Амарето се често додаје сосу од бадема за рибу и поврће. Амарето се често додаје са шлагом.